# Ḩasanābād-e Navvāb
Ḩasanābād-e Navvāb (persiska: حسن آباد نواب) är en ort i Iran.   Den ligger i provinsen Kerman, i den centrala delen av landet, 700 km sydost om huvudstaden Teheran. Ḩasanābād-e Navvāb ligger 1 432 meter över havet och antalet invånare är 241.
Terrängen runt Ḩasanābād-e Navvāb är platt.Runt Ḩasanābād-e Navvāb är det ganska glesbefolkat, med 42 invånare per kvadratkilometer. Närmaste större samhälle är Dīfeh Āqā, 8,7 km söder om Ḩasanābād-e Navvāb. Trakten runt Ḩasanābād-e Navvāb består till största delen av jordbruksmark.